# Këlcyrë
Këlcyrë è un comune albanese situato nella prefettura di Argirocastro, sulla riva del fiume Vjosë. Nei pressi della città il fiume forma una gola nota come gola di Këlcyrë.
In seguito alla riforma amministrativa del 2015, a Këlcyrë sono stati accorpati i comuni di Ballaban, Dishnicë, Këlcyrë e Sukë; il comune conta così una popolazione complessiva di 6.113 abitanti (cens. 2011)

## Storia
Nell'antichità, la regione faceva parte dell'Epiro e successivamente della Macedonia Superiore. Durante la seconda guerra macedonica fu combattuta una battaglia nei pressi della gola e in seguito i romani vi stabilirono un piccolo insediamento.